# Johann Ernst Bach (1722-1777)
Johann Ernst Bach (Eisenach, 28 januari 1722 - aldaar, 1 september 1777) was een Duitse barokcomponist en organist. Hij was lid van de muzikale familie Bach en petekind van Johann Sebastian Bach.

## Levensloop
Johann Ernst Bach werd in Eisenach geboren als enige zoon van Johanna Sophia Siefer en de organist Johann Bernhard Bach.

### Opleiding
Van 1732 tot 1735 bezocht Johann Ernst Bach de Latijnse school in zijn woonplaats Eisenach. Hij zal vermoedelijk zijn eerste orgellessen hebben gekregen van zijn vader.
Op 16 januari 1737 startte hij als veertienjarige in Leipzig op de Thomasschule, waar hij leerling en kopiist werd van zijn familielid Johann Sebastian Bach. Na zijn opleiding aan de Thomasschule studeerde Johann Ernst in 1740/1741 rechten aan de universiteit van deze stad.

### Eisenach
In 1741 keerde Johann Ernst terug naar Eisenach waar hij als jurist aan de slag ging. Tevens assisteerde hij zijn vader als organist van de Georgenkirche, overigens zonder hiervoor betaald te krijgen. Hij had nog wel plannen om naar Frankfurt, Hamburg of Berlijn te vertrekken, maar deze gingen niet door. Uiteindelijk werd hij in 1748 officieel de assistent van zijn vader en een jaar later volgde hij hem op.

### Weimar
In 1756 werd Bach benoemd tot kapelmeester aan het hof te Weimar. Omdat hij ook nog organist was in Eisenach, reisde hij steeds op en neer naar Weimar. De hofkapel werd echter in 1758 opgeheven na het overlijden van hertog Ernst August Constantijn, waardoor Bach weer voltijds in Eisenach ging werken. Overigens behield hij wel de titel van kapelmeester van Weimar en ontving hij zelfs nog salaris, in ruil voor administratieve werkzaamheden op financieel gebied.
In Eisenach richtte hij met enkele kooplieden een muziekgezelschap op.

### Overige werkzaamheden
In 1758 schreef Bach voor Jakob Adlung een voorwoord in diens boek Anleitung zu der musikalischen Gelahrtheit. In dit voorwoord beklaagde Bach zich over de achteruitgang van de kerkmuziek van zijn tijd, terwijl hij als prijzenswaardige voorbeelden de religieuze cantates van onder andere Georg Philipp Telemann en Johann Sebastian Bach noemende.

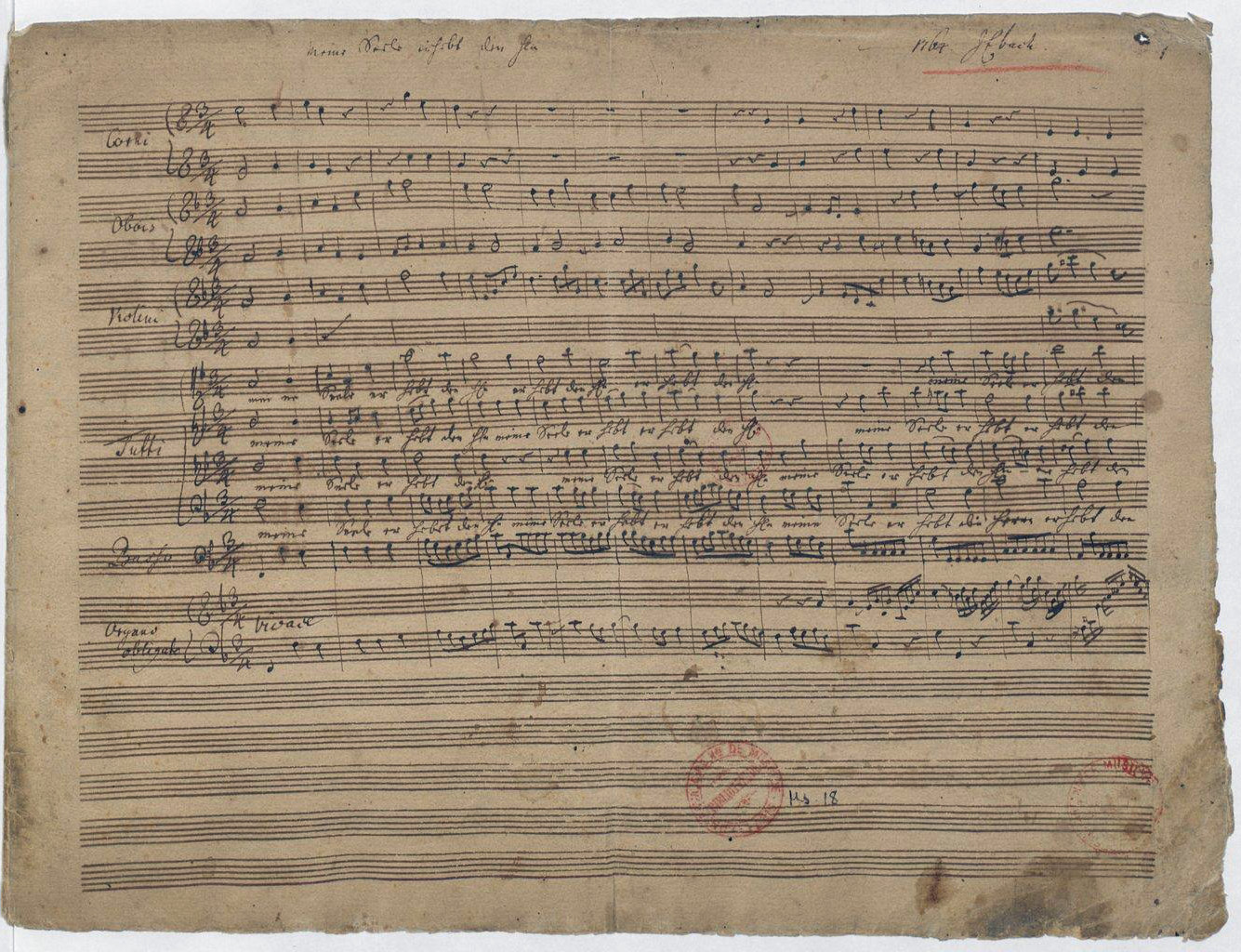
Pagina uit het Magnificat (1764) van Johann Ernst Bach

Verder hielp hij familielid en componist Carl Philipp Emanuel Bach met de uitgave van diens klavecimbelconcerten (1772) en muziekbundel Versuch (1753). Ook leverde hij in 1770 enkele van zijn eigen composities aan voor het verzamelalbum Musicalisches Vielerley dat Carl Philipp Emanuel in 1770 uitbracht.

## Werken
Als componist schreef Johann Ernst Bach veel cantates, waarvan er 28 religieuze en 3 profane exemplaren bewaard zijn gebleven. Tevens zijn 26 motetten en liederen bekend. Verder componeerde hij instrumentale werken voor orgel en klavier. Omdat zijn composities niet tijdens zijn leven zijn uitgegeven, is veel van zijn werk overigens verloren gegaan.
Hij maakte gebruik van moderne muziekstijlen, maar paste ook het oudere contrapunt toe. In zijn vocale werken zijn drama en effecten belangrijke onderdelen van de composities.
Hieronder volgt een selectie van zijn werken:
- Mein Odem ist schwach[2], aanvankelijk toegeschreven aan Johann Sebastian Bach
- Die Martern des Erlösers, oratorium[2]
- Gesegneten Auftritt (1756), ter ere van de verjaardag van hertog Frederik van Saksen-Gotha
- Der Herr ist nahe bei denen (1758), religieuze cantate voor de begrafenis van hertog Ernst August Constantijn
- Sammlung auserlesener Fabeln (1749)
- Lächerliche Mammonshüter (1770), onderdeel van Musicalisches Vielerley van Carl Philipp Emanuel Bach
- Aus der Tiefen (1785)
- Drie klaviersonaten (1770)[4]
- Drie fantasia's met fuga's voor klavier (1772)[4]